# تشاك روبنز
تشاك روبنز (بالإنجليزية: Chuck Robbins)‏ هو كبير الإداريين التنفيذيين أمريكي، ولد في عقد 1960 في غريسون في الولايات المتحدة.